# Comté d'Asti (1531-1861)
Pour les articles homonymes, voir Comté d'Asti.
 (mai 2019).
Si vous disposez d'ouvrages ou d'articles de référence ou si vous connaissez des sites web de qualité traitant du thème abordé ici, merci de compléter l'article en donnant les références utiles à sa vérifiabilité et en les liant à la section « Notes et références ».
Le comté d'Asti est un fief impérial des États de Savoie qui a existé entre 1531 et 1861 autour d’Asti.
En 1531, il constitue la dot de Béatrice de Portugal à la maison de Savoie.